# Cecil Hepworth
Pour les articles homonymes, voir Hepworth.
Cecil Hepworth (né le 19 mars 1874 à Lambeth, dans le Grand Londres, en Angleterre et mort le 9 février 1953 à Greenford, Royaume-Uni) est un réalisateur, producteur de cinéma, acteur, directeur de la photographie et scénariste britannique.

## Biographie
Cecil Milton Hepworth est le fils d'un montreur de lanterne magique nommé T. C. Hepworth. Il écrit le premier livre anglais consacré au cinéma en 1897, Animated Photography, the ABC of the Cinematograph.
Il fonde en 1899 les Hepworth Studios à Walton-on-Thames, dans le Surrey.

## Filmographie

### Réalisateur
- 1896 : The Egg-Laying Man
- 1898 : Deux fous dans un canoë (Two Fools in a Canoe)
- 1898 : Querelle de pêcheurs (The Quarrelsome Anglers)
- 1898 : The Immature Punter
- 1898 : Le Troc n'est pas du vol (Exchange Is No Robbery)
- 1898 : Pique-nique interrompu (An Interrupted Picnic)
- 1898 : Le Déraillement d'un express (Express Train on a Railway Cutting)
- 1898 : Egg and Spoon Race for Lady Cyclists
- 1899 : The Kiss
- 1899 : Scène sur la Tamise (Thames River Scene)
- 1900 : Wiping Something Off the Slate
- 1900 : Le Conjurateur et le boer (The Conjuror and the Boer)
- 1900 : The Gunpowder Plot
- 1900 : The Egg-Laying Man
- 1900 : Leapfrog As Seen by the Frog
- 1900 : Ce qu'on ressent quand on est écrasé (How It Feels to Be Run Over)
- 1900 : Explosion d'une automobile (Explosion of a Motor Car)
- 1900 : Clown and Policeman
- 1900 : Topsy-Turvy Villa
- 1900 : The Sluggard's Surprise
- 1900 : The Electricity Cure
- 1900 : The Eccentric Dancer
- 1900 : The Comic Grimacer
- 1900 : The Burning Stable
- 1900 : The Beggar's Deceit
- 1900 : The Bathers
- 1900 : The British Navy
- 1900 : The British Army
- 1900 : Panorama of the Paris Exposition No. 1
- 1900 : Panorama of the Paris Exposition No. 2
- 1900 : Panorama of the Paris Exposition No. 3
- 1900 : Films of the Paris Exhibition
- 1900 : Arrival of H.M.S. Powerful
- 1901 : Le Chef indien et la poudre (The Indian Chief and the Seidlitz Powder)
- 1901 : Interior of a Railway Carriage - Bank Holiday
- 1901 : Comment le voleur échappa au policier (How the Burglar Tricked the Bobby)
- 1901 : Queen's Funeral Procession at Cowes
- 1901 : Les Obsèques de la reine Victoria (Funeral of Queen Victoria)
- 1901 : Disappointed London
- 1902 : L'Appel aux armes (The Call to Arms)
- 1902 : La Paix dans l'honneur (Peace with Honour)
- 1902 : The King's Procession Around London
- 1902 : State Carriages and Prince of Wales in Whitehall
- 1902 : Return Procession in Parliament Square
- 1902 : Portrait of King and Queen
- 1902 : Kitchener's Arrival at Southampton
- 1902 : Bathing Made Easy
- 1902 : Arrival of the Shah in London
- 1902 : Arrival of the Royal Party in the Mall
- 1903 : A Free Ride
- 1903 :  Alice in Wonderland
- 1903 : The Unexpected Bath
- 1903 : Saturday Shopping
- 1903 : Firemen to the Rescue
- 1904 : The Bewitched Traveller
- 1905 : Rescued by Rover
- 1907 : The Doll's Revenge
- 1909 : Invisibility
- 1911 : Faust
- 1911 : La Faute de Rachel (Rachel's Sin)
- 1913 : The Cloister and the Hearth
- 1914 : Time the Great Healer
- 1914 : Blind Fate
- 1914 : The Basilisk
- 1915 : The Traitor
- 1915 : Sweet Lavender
- 1915 : The Passing of a Soul
- 1915 : The Outrage
- 1915 : A Moment of Darkness
- 1915 : The Man Who Stayed at Home
- 1915 : La Bouteille (The Bottle)
- 1915 : Be Sure Your Sins
- 1915 : Barnaby Rudge
- 1915 : The Baby on the Barge
- 1916 : Trelawny of the Wells
- 1916 : Molly Bawn
- 1916 : The Marriage of William Ashe
- 1916 : Love in a Mist
- 1916 : Iris
- 1916 : A Fallen Star
- 1916 : Comin' Thro the Rye
- 1916 : Annie Laurie
- 1917 : Nearer My God to Thee
- 1917 : The Cobweb
- 1917 : The American Heiress
- 1918 : The W.L.A. Girl
- 1918 : The Touch of a Child
- 1918 : Tares
- 1918 : The Refugee
- 1918 : The Leopard's Spots
- 1918 : Boundary House
- 1919 : Wisp o' the Woods
- 1919 : Sunken Rocks
- 1919 : Sheba
- 1919 : The Nature of the Beast
- 1919 : The Forest on the Hill
- 1919 : Broken in the Wars
- 1920 : Mrs. Erricker's Reputation
- 1920 : Helen of Four Gates
- 1920 : Anna the Adventuress
- 1920 : Alf's Button
- 1921 : Wild Heather
- 1921 : The Tinted Venus
- 1921 : Tansy
- 1921 : The Narrow Valley
- 1923 : Strangling Threads
- 1923 : The Pipes of Pan
- 1923 : Mist in the Valley
- 1923 : Comin' Thro the Rye
- 1924 : Film Favourites
- 1926 : The House of Marney

### Producteur
- 1899 : Boat Race
- 1903 : Alice in Wonderland
- 1904 : A Race for a Kiss
- 1905 : Rescued by Rover
- 1913 : Lieutenant Lilly and the Splodge of Opium
- 1913 : David Copperfield
- 1913 : Hamlet
- 1914 : Time the Great Healer
- 1914 : The Basilisk
- 1915 : Be Sure Your Sins
- 1915 : The Baby on the Barge
- 1916 : Sowing the Wind
- 1917 : The American Heiress
- 1918 : Boundary House
- 1919 : Sunken Rocks
- 1919 : The City of Beautiful Nonsense
- 1920 : Anna the Adventuress
- 1920 : Alf's Button
- 1921 : Wild Heather
- 1924 : Which Switch?
- 1924 : Plots and Blots
- 1924 : The Night of the Knight
- 1924 : Lizzie's Last Lap
- 1924 : Let's Paint
- 1924 : If a Picture Tells a Story
- 1924 : The Fugitive Futurist
- 1924 : The Death Ray
- 1924 : The Coveted Coat
- 1924 : The China Peril

### Acteur
- 1898 : Two Fools in a Canoe : Canoer
- 1898 : The Quarrelsome Anglers : Fisherman
- 1898 : An Interrupted Picnic
- 1898 : The Immature Punter : Punter
- 1898 : Exchange Is No Robbery : Swimmer
- 1900 : Wiping Something Off the Slate : Soldier
- 1900 : How It Feels to Be Run Over : Driver
- 1900 : Explosion of a Motor Car
- 1900 : The Conjuror and the Boer
- 1901 : Interior of a Railway Carriage - Bank Holiday
- 1901 : How the Burglar Tricked the Bobby : The Burglar
- 1902 : The Call to Arms : A Soldier
- 1902 : Bathing Made Easy
- 1902 : How to Stop a Motor Car
- 1903 : Alice in Wonderland : Frog
- 1903 : The Tragical Tale of a Belated Letter
- 1903 : The Joke That Failed : Dr. Jinks
- 1904 : The Joke That Failed : Dr. Jinks
- 1905 : Bathers Will Be Prosecuted : Swimmer
- 1905 : Rescued by Rover : Harassed father

### Directeur de la photographie
- 1898 : Express Train on a Railway Cutting
- 1903 : Alice in Wonderland
- 1905 : Rescued by Rover
- 1914 : The Basilisk
- 1918 : Boundary House

### Scénariste
- 1903 : Alice in Wonderland
- 1914 : The Basilisk
- 1915 : The Traitor
- 1915 : Tilly and the Nut
- 1915 : The Passing of a Soul